# Hyundai Ioniq 5
El Hyundai Ioniq 5 es un crossover compacto tipo SUV eléctrico de batería del segmento C producido por el fabricante surcoreano Hyundai Motor Company desde 2021. Es con carrocería de cinco puertas y cinco plazas, que utiliza la plataforma E-GMP.[cita requerida]
La versión de producción se presentó en febrero de 2021. Las primeras entregas en Europa empezaron en mayo de 2021. Hay cuatro variantes disponibles con un motor y tracción trasera; o con dos motores y tracción total.

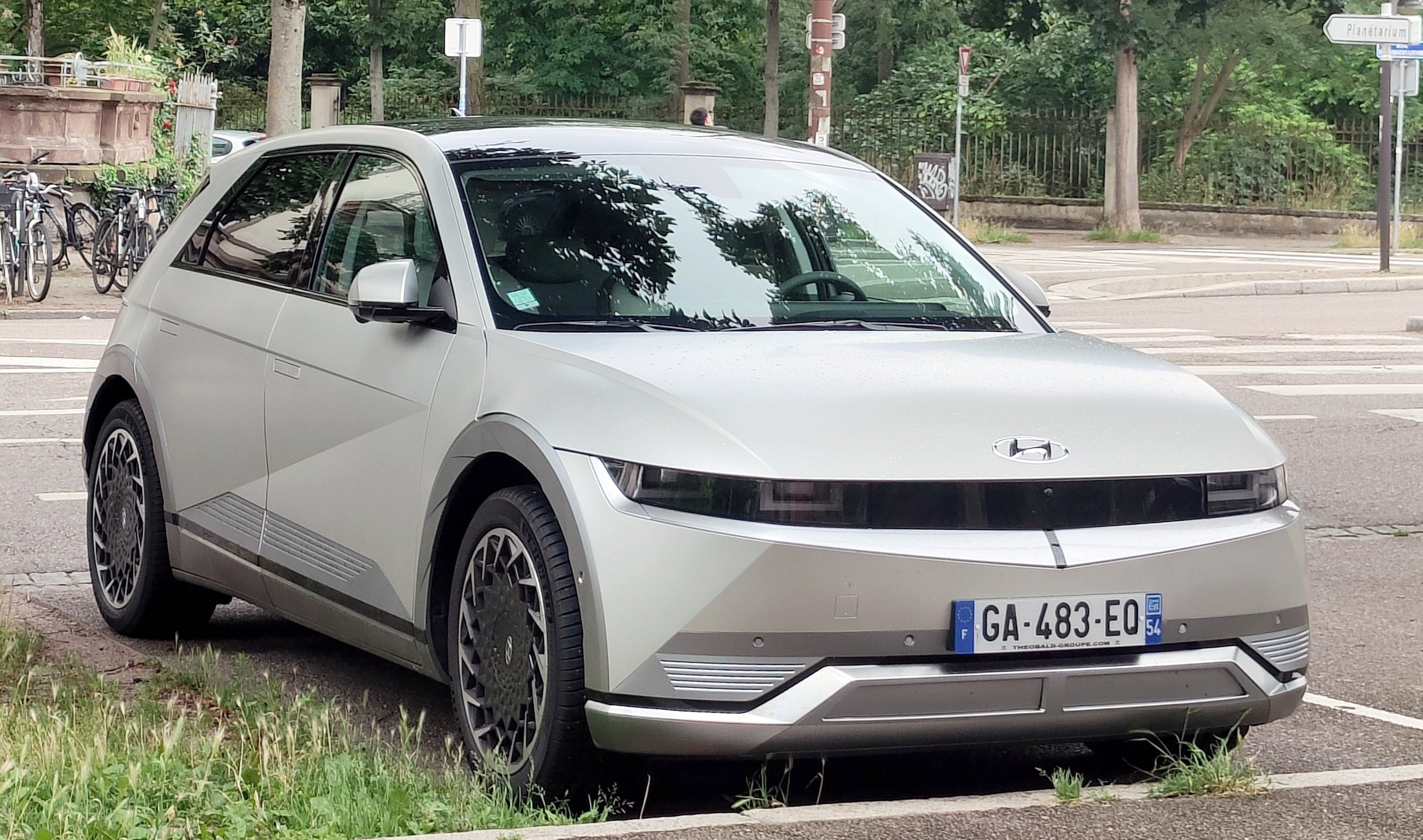
En Francia en 2021
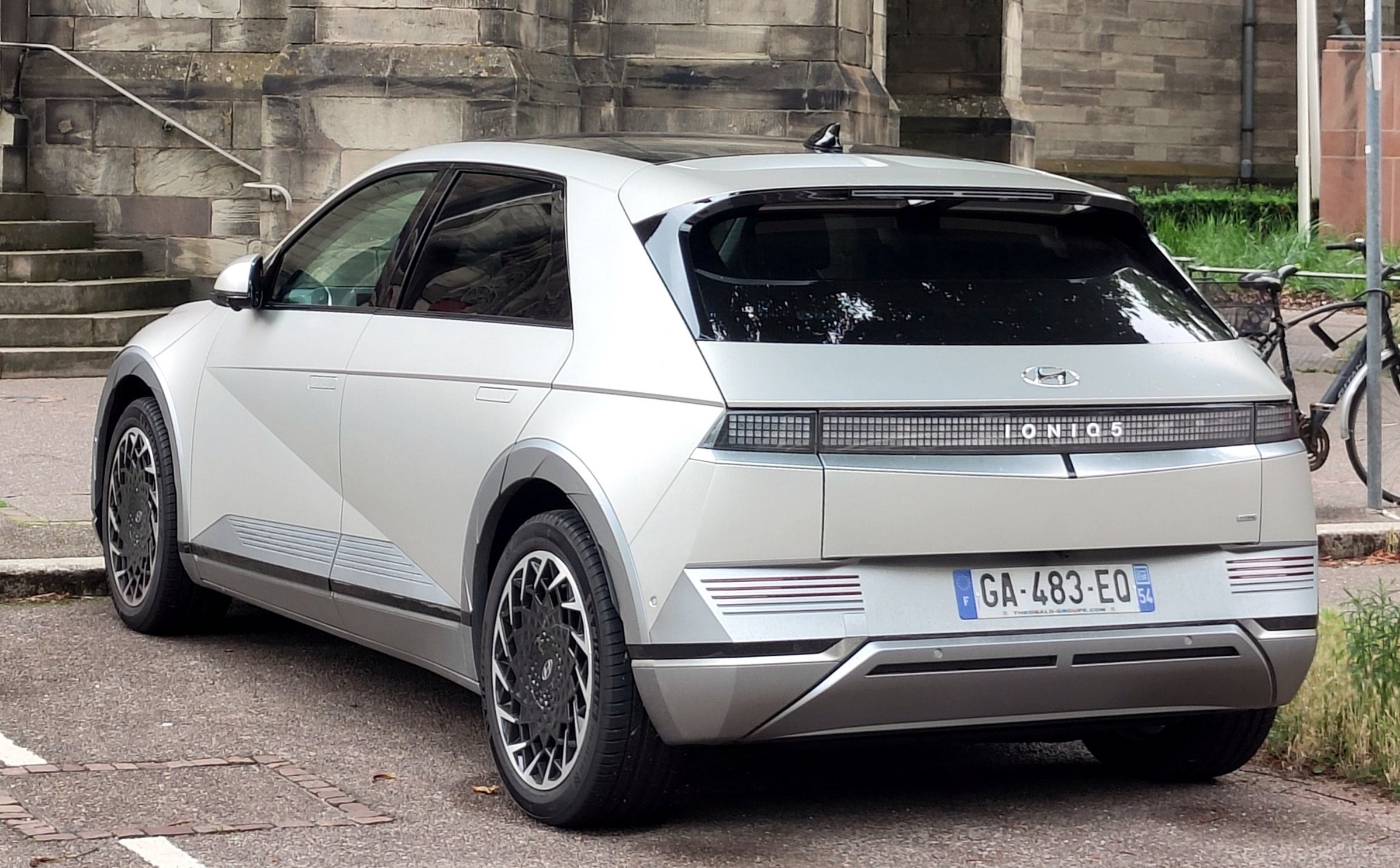
Vista trasera
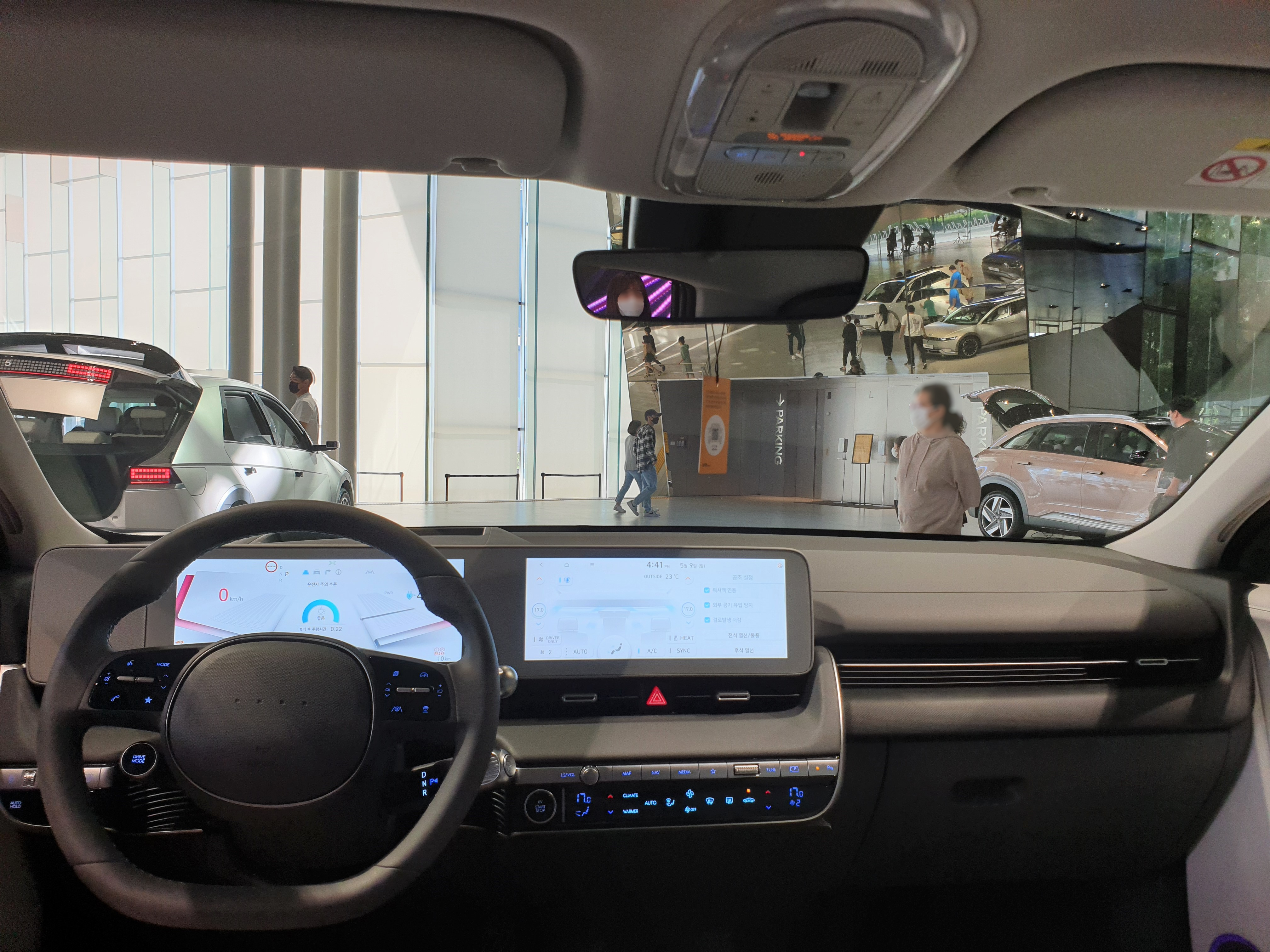
Interior